# Oadby and Wigston
Oadby and Wigston è un distretto con status di borough del Leicestershire, Inghilterra, Regno Unito, con sede a Wigston Magna.
Il distretto fu creato con il Local Government Act 1972, il 1º aprile 1974 dalla fusione dei distretti urbani di Oadby e Wigston.